# Shefali Chowdhury
Shefali Chowdhury (Denbigh, 22 de junho de 1988) é uma atriz britânica mais conhecida por interpretar o papel de Parvati Patil na franquia de filmes Harry Potter, exceto em Harry Potter e a Pedra Filofosal (2001), Harry Potter e a Câmara Secreta (2002), Harry Potter e as Relíquias da Morte Parte 1 (2010) e Harry Potter e as Relíquias da Morte Parte 2 (2011) (cuja aparição da personagem é inexistente). No filme Harry Potter e o Prisioneiro de Azkaban (2004), a personagem é interpretada pela atriz Sitara Shah.

## Filmografia
| Ano  | Título                                                 | Personagem    | Notas                                              |
| ---- | ------------------------------------------------------ | ------------- | -------------------------------------------------- |
| 2002 | Kannathil Muthamittal                                  | Refugee       | Não creditada                                      |
| 2005 | Harry Potter and the Goblet of Fire                    | Parvati Patil |                                                    |
| 2007 | Harry Potter and the Order of the Phoenix              | Parvati Patil |                                                    |
| 2009 | Harry Potter and the Half-Blood Prince                 | Parvati Patil |                                                    |
| 2015 | I Am the Doorway                                       | Freida        | Curta-metragem baseado na história de Stephen King |
| 2015 | Heist: Jane                                            |               |                                                    |
| 2019 | Odilo Fabian or (The Possibility of Impossible Dreams) | Médica        |                                                    |